# Helmuth Duckadam
Helmuth Duckadam (romanès: Helmut Duckadam)  (Semlac, 1 d'abril de 1959 - Central Military Emergency University Hospital Dr. Carol Davila, 2 de desembre de 2024) fou un porter de futbol romanès.

## Biografia
Inicià la seva trajectòria futbolística professional l'any 1978 a les files de l'UT Arad, on aconseguí gran experiència abans que l'any 1982 fitxés pel poderós FC Steaua de Bucarest.
A les files del Steaua guanyà a nivell nacional 2 Lligues romaneses i una Copa. Pel que fa a competicions europees, Duckadam guanyà amb el FC Steaua de Bucarest la Copa d'Europa de 1986, disputada a Sevilla, enfront al FC Barcelona a la tanda de penals. El fet li valé a Duckadam el sobrenom de "l'heroi de Sevilla", després d'aturar quatre penals. Aquell any rebé el títol de Futbolista Romanès de l'Any.
Poc després de la final de Sevilla, Duckadam sofrí una severa trombosi, amb el qual estigué uns quants anys sense poder jugar, retornant als terrenys de joc l'any 1989 a les files del modest Vagonul Arad on es retirà l'any 1991.

## Palmarès
- 1 Copa d'Europa: 1986 (Steaua)
- 2 Lliga romanesa: 1984/85 i 1985/86 (Steaua)
- 1 Copa romanesa: 1985 (Steaua)